# フィルミーヌ・リシャール
フィルミーヌ・リシャール（Firmine Richard、1947年9月25日 - ）は、フランスの女優。

## 主な出演作品
- 理想の出産
- 幸せになるための恋のレシピ
- 8人の女たち（マダム・シャネル（ハウスキーパー））
- ロミュアルドとジュリエット
- ソフィー・マルソーの過去から来た女